# Andrew David Urshan

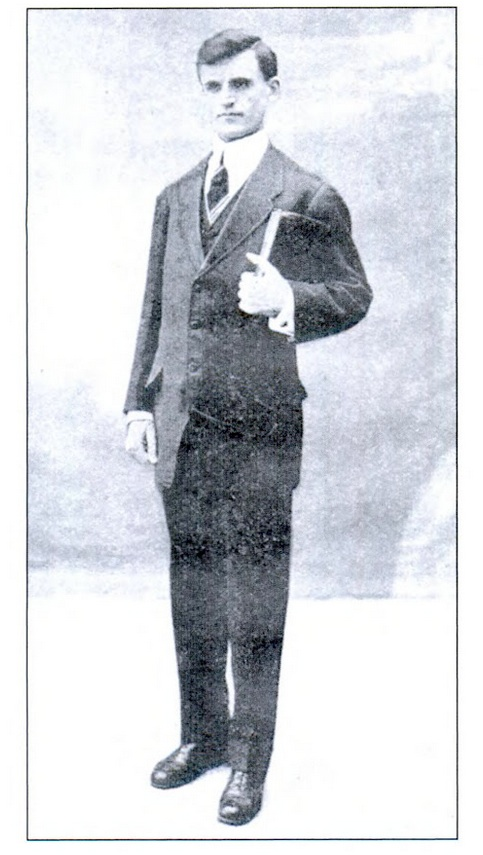
Andrew David Urshan, 1911.

Andrew David Urshan (geboren als Andreos Bar Dawid Urshan syrisch ܐܢܕܪܐܘܣ; * 1884 in Abajaluy, Urmia; † 1967) war ein kadscharischer Assyrer, Evangelist und Schriftsteller. Er wurde in der Nähe der Stadt Urmia geboren und wurde in seiner Jugend von den missionarischen Aktivitäten der Presbyterianer beeinflusst. Im Alter von 18 Jahren entschied er in die Vereinigten Staaten auszuwandern, wo er begann als Evangelist zu arbeiten und sich der Pfingstbewegung anschloss. Später gründete er die Persian Pentecostal Mission.
1913 kehrte Urshan nochmals in sein Heimatland zurück, erlebte jedoch kurz darauf die Invasion der Osmanen im Ersten Weltkrieg und die Verfolgungen der Assyrer. Urshan konnte in die Vereinigten Staaten zurückkehren, wo er sich endgültig niederließ.
Er wurde bekannt als der Persian Evangelist, verfasste zahlreiche Bücher und Hymnen. Er gab auch die Zeitschrift The Witness of God (1917) heraus. Seine Biographie veröffentlichte er als Fortsetzungsgeschichte in der Zeitschrift unter dem Titel The Life of Andrew bar David Urshan. Später wurden diese Artikel zu einem Buch zusammengefasst. Er hinterließ keine Schriften in Assyrisch-Neuaramäisch.

## Leben
Urshan wurde in Abajaluy, einem Dorf in der Nähe von Urmia, geboren. Seine Eltern waren Shamasha Dawid Bar Urshan, ein Diakon, und dessen Frau Nassimo. Seine Schulbildung erhielt er am Presbyterian College in Urmia, das von amerikanischen Missionaren gegründet worden war. Dort erfuhr er auch ein Wiedergeburtserlebnis.
1902, im Alter von 18 Jahren, reiste Urshan in die Vereinigten Staaten. Die Reise führte ihn über Tiflis, Kiew, Warschau, Berlin und Hamburg nach New York. 1906 zog er nach Chicago, wo er den anglisierten Namen Andrew David Urshan benutzte. Dort traf er auf eine Gruppe Assyrer mith denen er ein Bibelstudium an der nondenominationalen Moody Church begann. Bald darauf, 1908, nahm die Gruppe pfingstlerische Ideen an und schloss sich der North Avenue Mission von William H. Durham an Chicago. Daraufhin gründete Urshan die Persian Pentecostal Mission in Chicago. Um 1910 war er auf Reisen durch den Mittleren Westen, wo er Evangelisationsveranstaltungen durchführte.

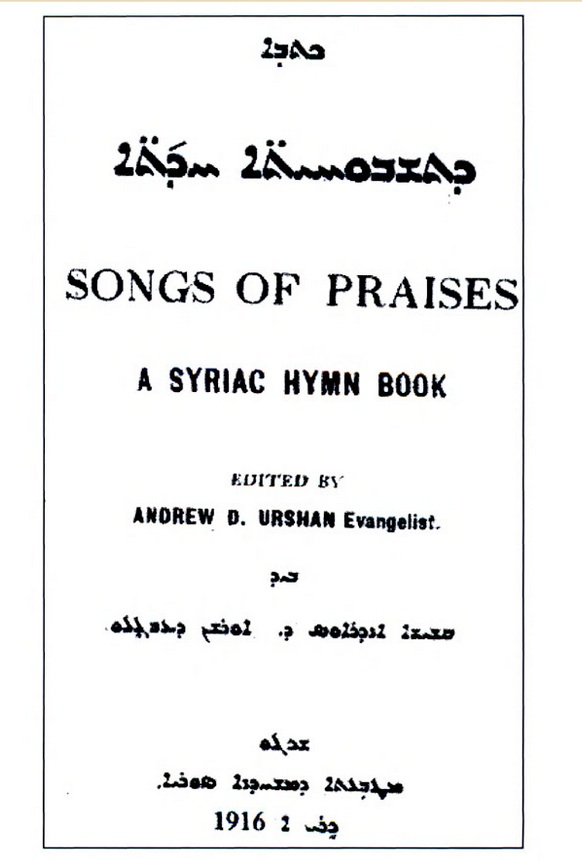
Titelseite des Assyrian Hymnbook, herausgegeben von Andrew D. Urshan.

Nach elf Jahren in den Vereinigten Staaten kehrte Urshan Ende 1913 in seine Heimat Persien zurück. Doch durch den Ersten Weltkrieg, der 1915 seine heimat erreichte, wurde er Zeuge des Terrors der in der persischen Provinz Aserbaidschan von den osmanischen Eroberern verübt wurde. Die osmanische Invasion führte zur Vertreibung vieler Assyrer und auch Andrew wurde mit seiner Familie zum Flüchtling. Mit seinen Eltern und vier Brüdern ging er zu Fuß nach Georgien (damals Teil des Russischen Kaiserreichs). Sie hofften, durch Russland in die Vereinigten Staaten fliehen zu können. Die Reise war ein gefährliches Unternehmen. Die Familie war gezwungen den „marodiereden Banden von Kurden und Türken“ mehrere Wochen lang auszuweichen. Andrews Bruder Benjamin berichtet, dass ihre Eltern auf dem Weg verstarben und in namenlosen Gräbern beigesetzt wurden.
In Tiflis predigte Urshan unter den persischen Immigranten, musste aber aufgrund von Verboten der russischen Regierung die Stadt verlassen. Er ging daraufhin nach Armavir, wo er unter den Flüchtlingen predigte. Auf dieser zweiten Reise durch das Russische Reich lernte er russische Pfingstgemeinden kennen.
1916 war er zurück in Chicago, wo er seine Evangelisationstätigkeit wieder aufnahm. Er heiratete und „widmete sein Leben dem Predigen im ganzen Land“ (devoted his life to preaching nationwide). Daneben betrieb er Aufbau und Organisation von Pfingstgemeinden.

## Familie
Urshan hatte vier Kinder. Sein ältester Sohn, Nathaniel Andrew Urshan (1920–2005), wurde später Leiter der United Pentecostal Church International, einer „führenden pfingstlerischen Denomination“.